# Jarpice
Jarpice (en allemand : Jarpitz) est une commune du district de Kladno, dans la région de Bohême-Centrale, en Tchéquie. Sa population s'élevait à 289 habitants en 2020.

## Géographie
Jarpice se trouve à 17 km au sud-ouest de Roudnice nad Labem, à 21 km au nord de Kladno et à 38 km au nord-ouest de Prague.
La commune est limitée par Mšené-lázně au nord, par Šlapanice à l'est, par Zlonice au sud, et par Páleč et Vraný à l'ouest.

## Histoire
La première mention écrite de la localité date de 1318.